# Лејк Артур (Њу Мексико)
Лејк Артур (енгл. Lake Arthur) град је у америчкој савезној држави Њу Мексико.

## Демографија
По попису из 2010. године број становника је 436, што је 4 (0,9%) становника више него 2000. године.
| Група             | 2000.       | 2010.       |
| Белци             | 125 (28,9%) | 115 (26,4%) |
| Афроамериканци    | 0 (0,0%)    | 2 (0,5%)    |
| Азијати           | 3 (0,7%)    | 1 (0,2%)    |
| Хиспаноамериканци | 303 (70,1%) | 304 (69,7%) |
| Укупно            | 432         | 436         |